# 索孔德鄉
47°34′N 22°57′E / 47.567°N 22.950°E
索孔德鄉（羅馬尼亞語：Comuna Socond, Satu Mare），是羅馬尼亞的鄉份，位於該國西北部，由薩圖馬雷縣負責管轄，面積89平方公里，海拔高度169米，2007年人口2,457，人口密度每平方公里28人。